# Лямцево
Лямцево — деревня в Плюсском районе Псковской области. Входит в сельское поселение Плюсская волость.

## География
Деревня расположена в 15 км к северо-востоку от районного центра — посёлка Плюсса, у железной дороги Псков — Струги Красные — Плюсса — Луга — Санкт-Петербург. Железнодорожная станция Лямцево.

## Население
Численность населения деревни составляла 93 жителя по оценке на конец 2000 года